# متلازمة كاندل
متلازمة شذوذ الخلايا الحبيبية المتعادلة مع الحثل الشحمي ودرجة الحرارة المرتفعة المزمنة (بالإنجليزية: Chronic Atypical Neutrophilic Dermatosis with Lipodystrophy and Elevated Temperature syndrome)‏ وتختصر بتسمية متلازمة كاندل (بالإنجليزية: CANDLE syndrome)‏ هو اضطراب وراثي سائد يطرح نفسه عن طريق استجابات مختلفة بأمراض التهابية ذاتية في جميع أنحاء الجسم، وأنواع متعددة من أمراض الجلد، وأعراض حمى على المدى الطويل. السبب الحالي المعروف للاضطراب هو طفرة في الجين PSMB8 أو طفرات في جينات أخرى ترتبط ارتباطا وثيقا. تم تسميه ة تصنيف المتلازمة لأول مرة في مارس 2010 بعد أن تم فحص أربعة مرضى يعانون من أعراض مشابهة. يوجد فقط 30 حالة مسجلة في تاريخ الطب حتى عام 2015.

## العلامات والأعراض
أعراض متلازمة CANDLE يمكن أن تعبر عن نفسها في مجموعة متنوعة من الطرق والتشكيلات المختلفة متعلقة بـ اضطرابات الجلد، والاستجابات الالتهابية الداخلية، وظروف قائمة على الحمى. الأنواع ذات الحالات الواضحة تحتوي على علامات غير مطابقة لإضطرابات أخرى معروفة، انكماش في المفاصل، والأمراض الجلدية التي تظهر في أي جزء من أجزاء الجسم. تشمل الالتهابات متعددة التطورات تضخم عقد ليفية غير محدد، ضخامة الكبد والطحال، وفقر الدم الانحلالي بالمناعة الذاتية. الحالات الأخرى الممكنة هي زيادة شحوم الدم والحثل الشحمي.
أدت الطفرات الجديدة لإعتبارالمتلازمة عرض من أعراض أمراض أخرى، مثل التهاب التامور. عرضت حالة أخرى في عام 2015 أعراض أسنان لم يسبق وصفها، مثل صغر حجم بعض الأسنان عن حجمها الطبيعي وهشاشة الفك، جنبا إلى جنب مع حالة عامة من داء السكري.

## الأسباب
السبب المعروف الأكثر شيوعا للمتلازمة هو طفرات في البروتين المحتوى على البروتيازالفرعي، نوع بيتا، جين PSMB8 والذي بدوره يعمل على كسر البروتينات الأخرى. يحدث هذا على وجه التحديد عندما تسبب طفرة في ظهور الاقترانية الزيجوتية المتنحية. ينتج عن الجين المتحورتدهور البروتينات وحدوث تفاعلات أكسدة-اختزال أثناء بناء الأنسجة الخلوية، مما يؤدي في نهاية المطاف إلى استماتة الخلايا، وخاصة في خلايا العضلات والدهون. كشفت دراسة أجراها بريم وآخرون. في نوفمبر 2015 الطفرات الإضافية التي يمكن أن تسبب متلازمة CANDLE، بما في ذلك PSMB4 ،PSMB9، والبروتين المحتوي على بروتياز النضج، مع 8 طفرات في المجموع بينهما. ولوحظ أيضا طفرة إضافية غير معروف النوع إضافي في الجين PSMB8 الأصلي.

## العلاج
وخلافا للاضطرابات الجهاز المناعي الأخرى، المرضى الذين يعانون من متلازمة CANDLE لا يستجيبوا إلى إنترلوكين 1 العلاج التثبيطي من أجل وقف استجابة اضطرابات الجهاز الهضمي تماما. وبناء على هذا يمكن اعتبار هؤلاء المرضى لا يستجيبوا أيضا إلى الإنترفيرون.